# Mercator transverse modifiée
La projection Mercator transverse modifiée (MTM) est un système métrique par grille qui permet de spécifier des localisations sur la Terre, assez similaire à la projection transverse Universelle de Mercator. 
MTM utilise une projection transverse de Mercator dont les zones sont espacées de 3° de longitude.
Ce système de coordonnées est utilisé dans l'Est du Canada, notamment au Québec. L'espacement plus petit des zones permet une réduction des déformations projectives.